# ابراهیم کوتلوآی
ابراهیم کوتلوآی (ترکی استانبولی: İbrahim Kutluay؛ زادهٔ ۷ ژانویهٔ ۱۹۷۴) بازیکن بسکتبال اهل ترکیه است.
از باشگاه‌هایی که در آن بازی کرده‌است می‌توان به باشگاه بسکتبال پاناتینایکوس اشاره کرد.
وی در مسابقات کشوری و بین‌المللی در مجموع برندهٔ ۱ مدال نقره شده‌است.